# Kohei Kitagawa
Kohei Kitagawa (født 29. april 1995) er en japansk fodboldspiller, som spiller for den japanske fodboldklub Fujieda MYFC.